# Société des écrivains canadiens
 (septembre 2015).
La Société des écrivains canadiens (SEC), fondée en 1936, regroupe des écrivains d'expression française ainsi que toute personne attirée par les lettres. Elle fut fondée par Jean Bruchési et Victor Barbeau (créateur de l'Académie canadienne-française) à la suite de la dissolution de la section française de la Canadian Authors Association.
Une section régionale de Ottawa-Hull est créée en 1942; elle deviendra en 1994 la section régionale de l'Outaouais. La Société des écrivains canadiens compte également des sections régionales à Québec, à Sherbrooke, à Trois-Rivières et au Saguenay-Lac-Saint-Jean.
Aujourd'hui, comme hier, des écrivains actifs et renommés en sont sociétaires. Alain Grandbois, Lionel Groulx, Germaine Guèvremont, Gabrielle Roy en furent membres.
Le fonds d'archives de la Société des écrivains canadiens est conservé au centre d'archives de Montréal de Bibliothèque et Archives nationales du Québec.  